# Trasporto 81
Il Trasporto 81 è stato un convoglio della deportazione dall’Italia ai lager nazisti partito dal campo di transito di Bolzano-Gries il 5 settembre 1944 con destinazione Flossenbürg dove arrivò il 7 settembre 1944.

## Definizione
La definizione di Trasporto 81 deriva dal lavoro di ricostruzione della deportazione condotto da Italo Tibaldi, sopravvissuto del campo di concentramento di Mauthausen. Tibaldi ha attribuito un numero progressivo ai trasporti della deportazione dall’Italia a partire dal primo trasporto successivo all’annuncio fatto l’8 settembre 1943 dell’armistizio di Cassibile.
Il termine “trasporto” è una traduzione letterale dal tedesco di Transport come precisato nella prefazione del libro di Tibaldi: “questa stessa ricerca … invita a scoprire cosa si nasconda dietro questa parola … all’apparenza neutrale – come del resto molti dei termini tecnici usati dai nazisti per celare con cinici eufemismi la realtà dello sterminio – e densa di significati solo per chi ha vissuto in prima persona quella esperienza.“
Il Trasporto 81 fu il primo dei tre trasporti partiti da Bolzano con destinazione Flossenbürg.

## Numero di deportati nel trasporto 81
La stima di Tibaldi di un totale di 1459 deportati deve essere ridotta in quanto basata su una sequenza non corretta dei numeri di matricola attribuiti alla data dell’arrivo del convoglio (compresi secondo i dati di Tibaldi tra il 20374 e il 21832). Da un esame dei libri matricola di Flossenbürg conservati negli Archivi Nazionali degli Stati Uniti, Washington D.C. e consultabili in copia presso il memoriale del Campo di concentramento di Flossenbürg, il totale dei deportati arrivati da Bolzano e registrati il 7 settembre 1944 è di 432. Infatti la sequenza di numeri consecutivi di matricola va dal 21402 al 21834, ma comprende un deportato russo (matricola 21535) che risulta invece essere arrivato a Flossenbürg l'11 settembre 1944. I dati sono confermati dalle certificazioni conservate presso l’International Tracing Service di Bad Arolsen.
I 432 deportati del trasporto 81 fanno parte dei 1798 italiani per i quali Flossenbürg è stato il primo campo di arrivo. Tuttavia il trasporto era originariamente composto da 433 deportati perché includeva Mario Del Riccio, che risulta essere evaso dal convoglio prima dell'arrivo a Flossenbürg.

## Scopi del trasporto
Il trasporto fa parte della cosiddetta deportazione politica, diversa da quella razziale, rappresentando un esempio sia di repressione delle opposizioni al nazifascismo (comprendeva militari che erano rimasti fedeli al giuramento al Re d’Italia e non avevano quindi aderito all’esercito della Repubblica Sociale Italiana, partigiani, componenti locali del Comitato di Liberazione Nazionale, o antifascisti già schedati nel Casellario Politico Centrale), ma soprattutto un prelievo di manodopera per la produzione bellica nazista. Infatti un numero consistente era costituito da operai delle fabbriche italiane decimate da arresti individuali, retate e rastrellamenti e comprendeva operai arrestati dopo gli scioperi del marzo 1944 che non erano già stati deportati nel frattempo.
Date le finalità non erano inclusi in questo trasporto donne e bambini, e i 4 ebrei presenti non furono classificati come tali. A tutti fu infatti assegnato a Flossenbürg il triangolo rosso e tutti furono classificati come "Italianer Schutzhäftlinge" (deportato per motivi di sicurezza) con le sole seguenti eccezioni: un sacerdote classificato quindi come "Geistlicher", un cittadino russo, un croato, due tedeschi e un argentino che si trovavano comunque nel campo di Bolzano.

## Composizione del trasporto
Un numero consistente dei deportati (almeno 170) era stato trasferito al campo di transito di Bolzano-Gries dal carcere di San Vittore di Milano il 17 agosto 1944, una settimana dopo la strage di Piazzale Loreto. Ci furono solo poche eccezioni alla inclusione nel trasporto 81 tra quelli arrivati il 17 agosto 1944 da San Vittore, il che fa pensare a una programmazione ben precisa secondo accordi tra le autorità naziste e quelle della RSI.
Altri 10 componenti del trasporto 81 erano stati trasferiti a Bolzano dal campo di Fossoli, evacuato nel luglio 1944 a causa dell’avanzare degli alleati dal Sud Italia. Un altro numero consistente era stato invece arrestato in Liguria, Piemonte, Valle d'Aosta, Lombardia e non risulta essere passato per il carcere di San Vittore. Altri deportati provenivano dalle carceri di Verona.

## Permanenza a Flossenbürg o trasferimenti ulteriori
La selezione per i successivi trasferimenti in altri campi e sottocampi nazisti fu fatta a Flossenbürg tra la fine del mese di settembre e l’inizio di ottobre 1944, dopo il periodo della cosiddetta quarantena trascorsa nella baracca 23. Un centinaio di deportati rimase però a Flossenbürg, in certi casi impiegati nelle cave di granito adiacenti al campo o nella fabbrica di parti di aereo della Messerschmitt impiantata nei pressi delle cave. Ad altri furono risparmiati i lavori forzati per motivi anagrafici (per esempio i maggiori di circa 50 anni e i minorenni). I minori di 18 anni furono destinati alla baracca 19, chiamata nel gergo del campo "Kindergarten" (giardino d'infanzia).

### Hersbruck
Il primo grosso trasferimento di deportati del trasporto 81 fu fatto il 30 settembre 1944 per Hersbruck, sottocampo dello stesso campo di Flossenbürg. Secondo i documenti ufficiali dell’International Tracing Service di Bad Arolsen risultano trasferiti il 30 settembre 1944 a Hersbruck 172 dei 432 deportati del trasporto 81. Altri due furono trasferiti a Hersbruck successivamente, il 20 gennaio 1945.

### Kottern-Weidach, Lengenfeld, Mauthausen
Un altro trasferimento numericamente rilevante (61 deportati) fu quello partito il 7 ottobre 1944 per Kottern-Weidach, sottocampo di Dachau, dove esisteva una fabbrica tessile che era stata trasformata in fabbrica di parti di aereo della Messerschmitt. Lo stesso 7 ottobre 1944 altri 6 deportati furono destinati a Augusta (Augsburg), un altro dei sottocampi di Dachau, non lontano da quello di Kottern. Oltre ai trasferimenti comprendenti poche unità o singoli deportati, gli altri trasferimenti più consistenti furono quello dei 26 deportati dell’11 ottobre 1944 per Lengenfeld, sottocampo di Flossenbürg, e quello dei 24 deportati del 23 ottobre 1944 per Mauthausen. A Lengenfeld era stata impiantata una fabbrica di aerei della Junkers. Il campo di Mauthausen con il suo sottocampo principale di Gusen erano invece la base per il lavoro forzato in cave, fabbriche di armi, mine, munizioni e aerei da guerra della Messerschmitt.

### Altri campi e sottocampi
Poi ci fu il trasferimento del 4 dicembre 1944 per Mittelbau (8 deportati). In due trasporti diversi (uno del 26 ottobre 1944 e uno dell’8 marzo 1945) furono trasferiti a Bergen Belsen altri 9 deportati del trasporto 81. Altri 2 furono trasferiti a Leitmeritz (l’attuale Litoměřice) dove era stata costruita una fabbrica sotterranea di motori per carro armato della ditta Elsabe AG, società di copertura della Auto Union. Invece altri 4 che dovevano essere trasferiti anch’essi a lavorare alla ditta Elsabe a Leitmeritz furono coinvolti in un incidente ferroviario di un convoglio considerato top-secret partito nella notte tra il 22 e il 23 novembre 1944 con 400 deportati di varie nazionalità.. Degli italiani del trasporto 81 saliti sul treno, tre furono riportati a Flossenbürg dove morirono poco tempo dopo, mentre l’altro morì probabilmente nell’incidente.
Altri 13 deportati del trasporto 81 furono trasferiti da Flossenbürg nel sottocampo situato nel vicino paese di Altenhammer, dove nel dicembre 1944 era stata impiantata un'altra fabbrica della Messerschmitt. Tra la fine di marzo e l’inizio di aprile 1945 essi furono ritrasferiti al campo principale.
Uno degli ultimi trasferimenti è quello del 26 gennaio 1945 a Kamenz, sottocampo di Gross-Rosen (5 deportati). A Kamenz c’era una fabbrica di motori per aereo della Daimler-Benz. Il convoglio era formato fra gli altri da italiani arrivati a Flossenbürg nel gennaio 1945 da Trieste e, per quanto riguarda i deportati del trasporto 81, da quattro giovani della classe 1926 che avevano raggiunto la maggiore età alla fine del 1944.

## Mortalità
I nomi dei deportati che sono deceduti nel campo di concentramento di Flossenbürg e nei suoi campi satellite in Baviera, Boemia e Sassonia sono contenuti nel "Libro dei Morti". I nomi dei deportati deceduti dopo il trasferimento in altri campi non compaiono nel libro dei morti di Flossenbürg ma risultano dalle certificazioni conservate presso l'International Tracing System di Bad Arolsen.
I primi tre decessi tra i componenti del trasporto 81 si ebbero a Flossenbürg nella baracca 23 già durante il periodo di “quarantena” del settembre-ottobre 1944.
La mortalità fu diversa poi a seconda della successiva destinazione: si salvarono in percentuale maggiore i deportati impiegati con mansioni specialistiche nella produzione delle fabbriche belliche, in particolare quelle della ditta Messerschmidt a Kottern. Anche se non si può generalizzare, per essi potevano essere disponibili razioni supplementari di cibo da parte delle aziende stesse e condizioni di vita relativamente meno gravose, al solo scopo di garantirne un impiego più proficuo.
Dei 60 trasferiti a Kottern il 7 ottobre, 47 (78%) risultano liberati a Kottern, Dachau e dintorni, quando la fabbrica fu evacuata all’arrivo degli Americani. Gli altri 12 (20%) risultano deceduti durante la deportazione, mentre uno è deceduto il giorno dopo il suo rientro in Italia.
Dei 25 trasferiti a Lengenfeld l’11 ottobre, 12 (48%) risultano deceduti durante la deportazione, ma 2 soli liberati. Non è noto il destino degli altri 11.
Dei 13 deportati del trasporto 81 trasferiti ad Altenhammer, 4 risultano deceduti durante la deportazione e 3 liberati dagli Americani arrivati a Flossenbürg il 23 aprile 1945. Non è noto il destino degli altri 6.
Il sacerdote Giovanni Antonio Agosti (noto anche come padre Giannantonio da Romallo) dopo vari trasferimenti giunse a Dachau nella baracca 26 riservata ai religiosi in seguito ad un accordo con il Vaticano che risultò in un trattamento meno terribile rispetto agli altri deportati (dei 28 religiosi italiani concentrati a Dachau, 27 si salvarono).
Al contrario, la mortalità fu molto elevata per quanti del trasporto 81 furono destinati a Mauthausen-Gusen, Bergen-Belsen o Hersbruck.
Dei 24 trasferiti a Mauthausen-Gusen il 23 ottobre, 23 (96%) risultano deceduti durante la deportazione. Le notizie sul destino del ventiquattresimo sono contrastanti e si deve considerare disperso. Il campo di Mauthausen era stato classificato di grado III, cioè uno dei campi più duri per i “nemici politici incorreggibili del Reich”.
Dei 9 deportati a Bergen Belsen, 8 (89%) risultano deceduti durante la deportazione. Da tenere presente che parte del campo di Bergen Belsen fu designata a ricovero per i prigionieri che arrivavano malati dagli altri campi ("Erholungslager").
Per quanto riguarda Hersbruck, i deportati furono impiegati soprattutto in lavori di sterro. Infatti nei suoi pressi era stata iniziata da qualche mese la costruzione, mai completata, di un enorme impianto sotterraneo per la produzione di motori per aereo da guerra della BMW. Le fabbriche sotterranee erano state progettate affinché potessero essere protette dai bombardamenti da parte degli Alleati. Del totale di 157 transitati a Hersbruck, 128 (82%) risultano registrati come deceduti durante la deportazione, mentre soltanto 24 (15%) risultano tra i liberati. In particolare, dei 16 ammalati rispediti da Hersbruck a Flossenbürg nel dicembre 1944 al culmine della epidemia di tifo petecchiale che decimò il campo di Hersbruck, uno soltanto risulta essere poi sopravvissuto. Dei 24 deportati del sottocampo di Hersbruck dei quali è stata documentata la liberazione, 21 risultano liberati a Dachau dove erano arrivati con un primo convoglio di ammalati il 9 aprile 1945 (19 di essi) o con un altro gruppo il 24 aprile 1945 (2 di essi) dopo l’evacuazione di Hersbruck. I documenti e le testimonianze riportano che i 3 rimanenti furono liberati a Hersbruck anche se più propriamente si tratta di coloro la cui marcia di trasferimento dopo la completa evacuazione del campo terminò durante il tragitto e non furono quindi registrati a Dachau.
Dei 100 deportati del trasporto 81 che rimasero nel campo principale di Flossenbürg, 81 (81%) risultano deceduti durante la deportazione. Da tenere presente in questo caso anche l’età relativamente avanzata di molti di essi.
Oltre ai deportati registrati come deceduti o liberati nei vari campi e sottocampi, esiste una quota dal destino ignoto: per esempio mancano i dati ufficiali sul destino di 11 dei 100 deportati rimasti a Flossenbürg, di 11 dei 25 trasferiti a Lengenfeld e di 7 dei 157 passati per Hersbruck. Si può ipotizzare che essi siano morti o siano stati liberati durante le marce della morte, quando le autorità naziste avevano smesso di tenere la contabilità.

## Alcuni deportati del Trasporto 81
Anche se tutti i 433 nomi dei deportati meriterebbero di essere menzionati, alcuni di essi sono qui specificamente ricordati, per quanto avevano fatto prima della deportazione o abbiano avuto l’opportunità di fare dopo.

### Teresio Olivelli
Esiste un esempio, l’unico, di un deportato che è ricordato soprattutto per ciò che ha fatto durante la deportazione. Si tratta di Teresio Olivelli (nato a Bellagio il 7 gennaio 1916, rettore del collegio Ghislieri di Pavia) che, secondo le testimonianze concordi dei sopravvissuti, ha speso i poco più di quattro mesi della sua vita a Flossenbürg e Hersbruck nel tentativo di aiutare gli altri deportati. Per tale motivo è stato dichiarato venerabile dalla Chiesa cattolica il 14 dicembre 2015 e il 17 giugno 2017 ha ottenuto il riconoscimento come martire. Il 3 febbraio 2018 è stato proclamato beato a Vigevano.
Arrestato a Milano il 27 aprile 1944 era stato trasferito al campo di Fossoli nel giugno 1944. Rimasto nascosto nel campo di Fossoli, era scampato all’eccidio di Cibeno del 12 luglio 1944, per essere poi trasferito al campo di Bolzano.
La sua conoscenza delle lingue aveva fatto sì che fosse nominato interprete del trasporto 81 già al momento dell’arrivo a Flossenbürg. Al momento della selezione consigliò a molti di dichiarare la qualifica di operaio specializzato, consiglio che determinò probabilmente la loro salvezza alla luce di quanto appurato successivamente dai dati sulla mortalità nei vari campi e sottocampi. Tuttavia egli stesso scelse di non sottrarsi al trasferimento del 30 settembre 1944 al famigerato sottocampo di Hersbruck. Riuscì a farsi nominare per un breve periodo responsabile di una baracca (Schreiber) tentando di renderne meno terribili le condizioni di vita.
Olivelli finì per rendersi inviso ai kapo e morì il 17 gennaio 1945 per le conseguenze delle percosse subite. Aveva appena compiuto 29 anni.

### Odoardo Focherini
Odoardo Focherini, nato a Carpi il 6 giugno 1907, consigliere mandatario de L'Avvenire d'Italia, prima di essere deportato fu promotore di una organizzazione clandestina che riuscì a condurre in salvo oltre 100 ebrei. Per tale motivo è iscritto all'albo dei Giusti tra le Nazioni a Yad Vashem.
Arrestato a Carpi, fu inizialmente detenuto nel carcere di San Giovanni in Monte a Bologna dal 13 marzo fino al 5 luglio 1944. Da lì venne trasferito al campo di concentramento di Fossoli. Il 4 agosto 1944 fu trasferito al campo di Bolzano. Fece parte poi del trasporto 81 e del trasferimento del 30 settembre 1944 da Flossenbürg a Hersbruck, dove morì il 27 dicembre 1944 all’età di 37 anni. È stato beatificato dalla Chiesa cattolica il 15 giugno 2013.

### Padre Giannantonio da Romallo
Il frate cappuccino padre Giannantonio, al secolo Giacomo Agosti, nato a Romallo (Trento) il 4 luglio 1886 era confessore per gli stranieri nel duomo di Milano. Il 13 giugno 1944 fu arrestato e portato alle carceri di San Vittore (1° Raggio, 2º piano, cella n. 72) con l’accusa di avere aiutato alcuni ebrei. Fece parte del trasporto del 17 agosto 1944 verso il campo di Bolzano.
Dopo la quarantena a Flossenbürg, il 2 ottobre 1944 fu trasferito a Zwickau, dove lavorò per 12 ore al giorno negli stabilimenti dell'Auto-Union come controllore di pezzi per motore.
Il 18 dicembre 1944 arrivò a Dachau, dove era stato disposto il concentramento di tutti i sacerdoti, prima nel blocco 19 e dal 6 gennaio 1945 nel blocco 26. Il 9 aprile 1945 fu impegnato a registrare le generalità degli italiani giunti dal campo di Hersbruck dopo l'evacuazione.
Il campo di Dachau fu liberato dagli Americani il 29 aprile 1945.
Padre Giannantonio rientrò a Milano il 29 maggio 1945. Nei giorni successivi il cardinale Schuster lo esortò a scrivere le sue memorie.

### Generali e altri ufficiali
A differenza dei militari sbandati e catturati subito dopo la notizia dell'armistizio del settembre 1943 che fanno parte della categoria degli Internati Militari Italiani, quelli arrestati e deportati successivamente, inclusi quelli facenti parte del trasporto 81, sono da ascrivere piuttosto alla categoria dei deportati politici.
I generali (Candido Armellini, Guglielmo Barbò, Costantino Salvi, Alberto Murer) e alcuni degli ufficiali (tenente colonnello Mario Rossi, maggiore Ubaldo Pesapane) rimasero a Flossenbürg nelle baracche 1 e 17. Barbò, Salvi, Murer e Rossi non resisteranno alle dure condizioni del campo e moriranno tra l’ottobre 1944 e il gennaio 1945.
Il generale Candido Armellini, nato a Polesella il 22 maggio 1874, pur essendo il secondo più anziano del trasporto 81 (aveva già compiuto 70 anni al momento della deportazione) riuscì a sopravvivere. A Flossenbürg fu impiegato come scrivano. Fu liberato dagli statunitensi durante la marcia di evacuazione del campo il 23 aprile 1945.
Ubaldo Pesapane (nato a Palermo il 20 maggio 1907, maggiore), grazie alla sua calligrafia fu incaricato a Flossenbürg di redigere la lista dei morti giornalieri del campo e riuscì a sopravvivere, per poi essere liberato anch’egli da una divisione statunitense nei pressi della cittadina di Stamsried durante la marcia di evacuazione del campo di Flossenbürg il 23 aprile 1945.

#### Ufficiali del 7º Comando militare provinciale di Aosta
Nella notte tra il 18 e il 19 giugno 1944 un battaglione di SS con alcuni militi della Guardia Nazionale Repubblicana irrompono nella Caserma “Duca degli Abruzzi” ubicata nel Castello Jocteau sulla collina di Beauregard dove aveva sede la Scuola centrale militare di alpinismo e nella Caserma “Ernesto Umberto Testa Fochi” di Aosta. Sono catturati 8 ufficiali e 236 tra soldati semplici e sottufficiali, tutti appartenenti al 7º Comando militare provinciale. Il sospetto è quello di un progetto di diserzione in massa degli alpini e di collaborazione con il CLN da parte dello stesso comandante, il generale di divisione Alberto Murer.
I 236 soldati e sottufficiali sono condotti alla stazione di Aosta e poi a quella di Milano per la successiva deportazione per varie destinazioni.
Gli 8 ufficiali sono invece deferiti al Tribunale straordinario militare di Torino e faranno tutti parte del trasporto 81. Moriranno a Flossenbürg il generale Murer e il colonnello Carlo Gastaldi. Saranno invece trasferiti a Hersbruck Silvestro Monaco, Ignazio Cucinotta, Francesco Magnaghi e Giuseppe Ghiotti. Gli unici due a sopravvivere alla deportazione saranno Guido Del Monte rimasto a Flossenbürg e Ottorino Mason trasferito prima a Hersbruck e poi a Dachau.

### Magistrati e avvocati
I due magistrati sardi Cosimo Orrù, trentaquattrenne, e Dino Col, quarantenne, morirono entrambi durante la deportazione. Orrù (nato a San Vero Milis il 25 settembre 1910) entrò nel CLN di Busto Arsizio come rappresentante del Partito d'Azione. Fu arrestato il 20 giugno 1944 e condotto nel carcere di San Vittore a Milano. Secondo la testimonianza di padre Giannantonio, Orrù fu preso particolarmente di mira in quanto magistrato dal triangolo verde (cioè criminale comune tedesco) kapo della baracca 23. Secondo i documenti ufficiali, Cosimo Orrù risulta trasferito il 22 novembre 1944 da Flossenbürg presso l’industria bellica Elsabe a Leitmeriz, senza ulteriori dettagli. Oltre 50 anni dopo fu ritrovato il resoconto di un incidente capitato al convoglio top-secret partito nella notte tra il 22 e il 23 novembre 1944 e avente per destinazione la ditta Elsabe a Leitmeritz con a bordo 400 deportati. Nello scontro morirono 50 deportati ed è possibile che Cosimo Orrù fosse tra questi.
Dino Col (nato a Sassari il 14 luglio 1904) fu pretore a Iglesias e poi a Sampierdarena, dove fu arrestato il 27 giugno 1944 e detenuto nella IV sezione del carcere di Marassi. Era anch’egli nel treno per Leitmeritz che ebbe l’incidente il 23 novembre 1944 e fu riportato a Flossenbürg, dove risulta deceduto il 31 dicembre 1944.
L’avvocato Ezio Bolongaro, nato a Stresa il 1 aprile 1898, poeta e caricaturista era stato arrestato a Domodossola nel giugno 1944 per avere favorito l'espatrio di ebrei e fu poi detenuto nelle carceri di Pallanza e Novara. Secondo la testimonianza del pittore Franco Castelli, membro del 75° GAP di Giustizia e Libertà a Milano, si trovava con lui in cella a San Vittore e con due suoi patrocinati (che si dichiaravano “ladri di professione”). Con Bolongaro, Castelli e i due ladri, si trovava anche Renato Dalmisi che, sempre secondo la testimonianza di Castelli, era la spia che aveva fatto catturare il suo gruppo in piazza San Babila con un appuntamento tranello. Fecero tutti poi parte del trasporto 81. Bolongaro morì a Hersbruck il 2 o il 3 dicembre 1944, mentre Dalmisi fu trasferito a Mülsen l’11 ottobre 1944.

### Politici

#### Schedati nel Casellario Politico Centrale
Tra i deportati del Trasporto 81 c'erano 25 schedati nel Casellario Politico Centrale. Le loro professioni e il loro colore politico erano molto vari. Per la gran parte si trattava di antifascisti di vecchia data (16 erano infatti nati prima del 1900). Due di essi erano reduci dalla Guerra civile spagnola (Aristide Cucchi e Mansueto Dessimoni). Uno solo dei 25 sopravvisse (Enrico Bellamio), oltre a Mario Del Riccio evaso dal convoglio prima dell'arrivo a Flossenbürg.
Il più anziano era lo scultore Ettore Alcibiade Archinti che era nato il 30 settembre 1878 a Lodi, di cui fu anche sindaco dal 1920 al 1922. Schedato nel Casellario Politico Centrale già dal 1910, il 21 giugno del 1944 fu arrestato dagli agenti dell'Ufficio Politico Investigativo di Milano e detenuto nel carcere di San Vittore di Milano, per poi far parte del trasporto del 17 agosto 1944 verso il campo di Bolzano. Morì a Flossenbürg all’età di 66 anni il 17 novembre 1944. A Lodi gli è stato intitolato un museo che raccoglie le sue opere.

#### CLN di Pavia
I 5 componenti del primo Comitato di Liberazione Nazionale di Pavia: Enrico Magenes (nato a Milano il 15 aprile 1923, studente universitario di matematica, del Partito Popolare), Ferruccio Belli (nato a Pavia il 10 luglio 1915, operaio tornitore della Necchi, del Partito Comunista), Luigi Brusaioli (nato a Pavia il 9 giugno 1894, impiegato, del Partito Repubblicano), Angelo Balconi (nato a Gorgonzola il 13 maggio 1891, tenente colonnello, incaricato dell'organizzazione della resistenza armata) e Lorenzo Alberti (nato a Torre del Mangano il 20 ottobre 1886, esercente, del Partito Socialista) erano stati arrestati a Pavia dalla Guardia Nazionale Repubblicana l’8 gennaio 1944. Condannati dal Tribunale speciale per la difesa dello Stato della RSI per propaganda antinazionale, furono condotti il 7 luglio 1944 nel carcere di San Vittore di Milano e fecero parte del trasporto del 17 agosto a Bolzano. Alberti seguì poi un percorso diverso dagli altri essendo trasferito da Bolzano a Dachau e Buchenwald, dove sarà liberato. Balconi fu trasferito da Flossenbürg a Mauthausen dove morì il 19 gennaio 1945 all’età di 54 anni. Brusaioli rimase a Flossenbürg, dove morì dopo meno di due mesi il 29 ottobre 1944 all’età di 50 anni.
Belli e Magenes furono trasferiti a Kottern e si salvarono anche grazie all’età relativamente più giovane degli altri (30 e 22 anni), liberati dagli Americani alla periferia di Pfronten il 26 aprile 1945 dopo l’evacuazione del campo di Kottern.

#### CLN di Verona
I componenti del Comitato Nazionale di Liberazione di Verona: Francesco Viviani (nato a Verona il 20 dicembre 1891, professore di Lettere, del Partito d’Azione), Guglielmo Bravo (nato a Verona il 22 gennaio 1896, operaio e imprenditore, del Partito Comunista), Giuseppe Deambrogi (nato a Valenza il 12 marzo 1891, del Partito Comunista), Angelo Butturini (nato a Cascatinha distretto di Petrópolis in Brasile il 26 febbraio 1900, impiegato di banca, del Partito Socialista), Giovanni Domaschi (nato a Verona il 30 dicembre 1891, operaio, anarchico), Vittore Bocchetta (nato a Sassari il 15 novembre 1918, professore di Lettere e Filosofia, indipendente), Arturo Zenorini (nato a Pescantina il 26 ottobre 1897, maggiore, consigliere militare), Mario Ardu (nato a Lanusei il 4 dicembre 1905, maresciallo di artiglieria, già consegnatario di un deposito di munizioni) erano stati arrestati a Verona tra la fine di giugno e la metà di luglio 1944. Condotti inizialmente nelle casermette di Montorio Veronese, furono poi portati nel Carcere degli Scalzi di Verona, quindi nei sotterranei del Palazzo INA di Verona, trasformato in sede delle SD (il servizio segreto delle SS). Da lì furono trasportati al campo di Bolzano-Gries alla fine di agosto 1944. Del loro gruppo faceva parte anche il colonnello Paolo Rossi (nato a Odessa il 16 gennaio 1894, padre del cantante basso Nicola Rossi-Lemeni), che però fu trasferito da Bolzano a Dachau il 9 ottobre 1944 mentre tutti gli altri 8 fecero parte del trasporto 81 per Flossenbürg.
Viviani fu poi trasferito a Mittelbau il 4 dicembre 1944 e morì a Buchenwald il 6 febbraio 1945 all’età di 54 anni. Butturini fu trasferito l’8 marzo 1945 a Bergen-Belsen con un convoglio di 1200 ammalati. I registri del campo di Bergen-Belsen furono distrutti per cui non si conosce la data precisa della morte di Butturini, avvenuta all’età di 45 anni. Domaschi fu trasferito il 7 ottobre 1944 a Kottern e morirà a Dachau il 23 febbraio 1945 all’età di 53 anni. Bravo, Deambrogi, Bocchetta, Ardu e Zenorini furono trasferiti a Hersbruck il 30 settembre 1944. Bravo (48 anni), Deambrogi (54 anni) e Ardu (49 anni) vi moriranno nei due mesi successivi. Solo Bocchetta e Zenorini, oltre al colonnello Paolo Rossi, si salveranno.

#### CLN di Parma
Renzo Ildebrando Bocchi, nato a Parma il 1 settembre 1913, l'8 settembre 1943 sostituì Giovanni Calzolari, che era stato arrestato, come membro della Democrazia Cristiana nel Comitato di Liberazione Nazionale di Parma, scegliendo il nome di battaglia "Ruffini". Collaborò alle edizioni clandestine di vari giornali. Ebbe l'incarico di capo del servizio informazioni del CLN per l'Emilia Romagna. Nel maggio del 1944 si recò a Lugano per incontrare Ruggero, il capo del servizio informazioni alleato per l'Italia. Mentre rientrava a Parma fu arrestato dalla polizia fascista nei pressi di Como. Fece in tempo a nascondere una borsa contenente una notevole quantità di denaro, che gli era stata consegnata da Ruggero per i partigiani, ma venne ugualmente tradotto al carcere di San Vittore.
Le SS tedesche lo sottoposero a pesanti interrogatori e a sevizie e non accettarono proposte di liberazione e di scambio prigionieri col Comitato di Liberazione Nazionale Alta Italia. Lo trasferirono prima al campo di concentramento di Bolzano, poi a Flossenbürg. Morì a Hersbruck nel dicembre 1944 all'età di 31 anni.

#### Il gruppo del partito liberale di Milano
In seguito a delazione la polizia di sicurezza tedesca del sergente Walter Gradsack fece irruzione il 31 luglio 1944 nella sede del gruppo militare del partito liberale a Milano (si trattava dell’abitazione dell’avvocato Luciano Elmo in viale Regina Margherita 38). Furono tratti in arresto i partecipanti a una riunione organizzativa: l’avvocato Elmo che era il primo responsabile militare del partito liberale, la sua segretaria Antonia Frigerio in Conte, lo studente diciassettenne Paolo Carpi e Gian Natale Suglia Passeri. Nei giorni successivi seguirono gli arresti di altri componenti del gruppo, tra i quali il generale Guglielmo Barbò di Casal Morano, il capitano Filippo Benassi, Mario Bobbio, lo studente di medicina Augusto Cognasso, lo studente e tenente dei carabinieri Angelo Dragone, l’avvocato Raffaele Gilardino, il dottor Lucilio Salvatore e il tenente Luigi Mazzullo. Furono condotti nel carcere di San Vittore, dove alcuni furono torturati, e poi trasferiti al campo di Bolzano per essere deportati in Germania:
la signora Frigerio Conte a Ravensbruck dove morì il 6 aprile 1945, il capitano Benassi a Dachau dove morì il 6 aprile 1945, Mario Bobbio a Mauthausen dove morì il 5 dicembre 1944, Gilardino a Dachau e poi a Buchenwald dove morì il 1 febbraio 1945.
L’avvocato Elmo riuscì a fuggire dal treno per Mauthausen partito il 18 novembre 1944 grazie ad alcuni attrezzi fornitigli dal comitato clandestino del campo di Bolzano.
Fecero invece parte del Trasporto 81 il generale Barbò, Augusto Cognasso, Angelo Dragone, Paolo Carpi, Lucilio Salvatore. E sotto false generalità Gian Natale Suglia Passeri (alias Giulio Notari) e Luigi Mazzullo (alias Carlo Leoni). Dei sette sopravvissero soltanto Cognasso e Mazzullo. Quest'ultimo nel dopoguerra divenne generale dell’Aeronautica.

#### Eugenio Pertini
Eugenio Pertini, nato a Stella il 19 ottobre 1894, era fratello di Sandro Pertini futuro Presidente della Repubblica Italiana. Vedovo, nel 1944 abitava a Genova con la figlia Diomira di 10 anni. Nell'aprile del 1944, mentre si trovava con la figlia in un ristorante genovese, fu arrestato e portato alla Casa dello Studente, divenuta sede della Gestapo. Resistette agli interrogatori sotto tortura e, dopo qualche giorno, fu trasferito nel campo di Fossoli. Seguì la deportazione nel campo di Bolzano e poi a Flossenbürg con il trasporto 81. Secondo il racconto dei superstiti Eugenio Pertini fu incolonnato con altri prigionieri per la marcia di evacuazione del campo di Flossenbürg il 20 aprile 1945. Claudicante, stremato dalle fatiche e dalle privazioni, non resse alla marcia. Più di una volta cadde e i compagni lo aiutarono a rialzarsi. Notato dalle SS, fu finito a colpi di fucile. Portano il nome di Eugenio Pertini una via a Zimella, una via e un rione a Mestre, Istituti scolastici e Circoli culturali a Verona, Varazze (SV), Trapani, Roma. Nel 1970 il fratello Sandro, allora presidente della Camera, si recò a Flossenburg con una delegazione di deputati e fece posare una lapide nel locale adiacente al forno crematorio del campo.

### Operai di Sesto San Giovanni
Non per tutti i deportati si è potuto risalire alla professione e non sempre quella dichiarata all’arrivo al campo era quella effettiva. Per quanto riguarda gli operai, alcuni facevano parte del gran numero di deportati dell’area di Sesto San Giovanni, dove erano concentrate fabbriche come la Breda, la Falck, la Marelli, la Pirelli. Risulta che a Sesto San Giovanni siano stati arrestati e deportati, a partire dai primi scioperi del marzo del 1944, oltre 500 tra operai, ingegneri, impiegati, capi squadra, capi tecnici e manovali.
Il numero di operai di Sesto San Giovanni ancora disponibili per la deportazione nell’estate del 1944, epoca della composizione del trasporto 81, è relativamente limitato. Si conoscono i nomi di nove di essi: Arduino Boscolo, Ferdinando Calcinati, Carlo Cerizza e Gaspero Giannoni della Breda; Aristide Cucchi della Pirelli; Egidio Bosé del Deposito Locomotive di Greco Milanese; Pietro Bogana, Gaetano Silvio Negri e Sirio Pierattini di altre fabbriche. Di tali nove operai quattro morirono durante la deportazione e un quinto (Gaspero Giannoni) morì il 7 giugno 1945, il giorno dopo il suo rientro in Italia.
L’area industriale di Sesto San Giovanni si estendeva al di là dei suoi confini investendo il comune di Milano negli ex comuni di Greco e Niguarda e nei comuni di Cinisello Balsamo e Bresso. Lo stesso Comitato di Liberazione Nazionale si era denominato "CLN di Sesto San Giovanni e Bicocca". I comandi di settore delle Brigate Garibaldi e del Corpo Volontari della Libertà avevano adottato la stessa dimensione geo-politica. Tra gli altri era entrato nel settore di Sesto San Giovanni il Deposito Locomotive delle Ferrovie dello Stato di Greco, una storica officina per la costruzione di locomotive e per le riparazioni ferroviarie con oltre 1000 lavoratori specializzati. Nel trasporto 81 furono inclusi alcuni operai del Deposito Locomotive di Greco Milanese come ricordato dalla testimonianza di uno di essi, Venanzio Gibillini. Si tratta di Mario Molteni, Dario Borroni, Rocco Gargano, oltre al già citato Egidio Bosè. Borroni e Bosè furono trasferiti a Mauthausen dove morirono pochi mesi dopo. Gibillini, Molteni e Gargano furono trasferiti a Kottern e sopravvissero alla deportazione. Tuttavia Gargano nel dopoguerra fu ricoverato in permanenza in strutture ospedaliere per le conseguenze della deportazione e morì il 12 giugno 1949.

### Deportati per avere contravvenuto a direttive naziste
Ugo Miorin, nato a Cagliari il 4 aprile 1894 era direttore tecnico dello stabilimento Bergomi di Milano (che era specializzato nell’allestimento di autoscale e mezzi antincendio) e fu arrestato perché cercò di salvare i suoi operai dalle razzie tedesche. Secondo la testimonianza di Enrico Magenes, che era stato destinato con lui al gruppo dei “tracciatori” della fabbrica di Kottern, era ingegnere e fu anche capo dei Vigili del Fuoco di Milano.
Andrea Schivo, nato a Villanova d'Albenga il 17 luglio 1895 da una famiglia di contadini liguri, era guardia carceraria a San Vittore dagli anni ’30. Alla fine di giugno del 1944 fu arrestato e rinchiuso nella cella 108 dello stesso carcere dove prestava servizio, per avere di nascosto fornito cibo e vestiario alle famiglie di ebrei detenute a San Vittore. Morì a Flossenbürg il 29 gennaio 1945. Non aveva ancora 50 anni.
Iscritto nel 2006 all'Albo dei Giusti tra le Nazioni a Yad Vashem, nel 2007 gli è stata anche conferita la medaglia d'oro al valor civile alla memoria.
Anche un'altra guardia carceraria di San Vittore, Alessandro Zappata, nato a Vicenza il 4 settembre 1903, fu arrestata, secondo la testimonianza di Antonio Scollo, per avere fatto filtrare all’esterno dei biglietti di messaggio dei detenuti. Secondo la testimonianza di Italo Geloni morì ucciso dallo scoppio ritardato di una bomba alleata sganciata su Norimberga nella notte della Epifania del 1945 quando con altri deportati era stato obbligato a fare da artificiere.
In realtà la morte di Alessandro Zappata è registrata negli archivi di Flossenbürg come avvenuta il 22 febbraio 1945.

### Scampati alla strage di piazzale Loreto
Eugenio Esposito, Guido Busti, Mario Folini, Paolo Radaelli, Giovanni Re, Francesco Castelli, Rodolfo Del Vecchio, Giovanni Ferrario erano 8 dei 10 detenuti nel carcere di San Vittore che furono condannati a morte insieme ai 15 della strage di piazzale Loreto del 10 agosto 1944, ma che ebbero la pena commutata nella condanna al penitenziario, dove sarebbero dovuti rimanere nel caso in cui non si fossero verificati ulteriori atti di sabotaggio. Morirono durante la deportazione Folini a Hersbruck, Re a Leitmeritz, Ferrario a Dachau. Sopravvissero gli altri 5 che erano stati trasferiti a Kottern il 7 ottobre 1944.

### Medici e studenti di medicina
Il dottor Paolo Sforzini, nato a Milano il 2 febbraio 1916, era stato destinato nel 1942 all’ospedale militare di Milano. Aderì al gruppo di Giustizia e Libertà di Leopoldo Gasparotto e fu arrestato a Milano nel dicembre 1943. Dal carcere di San Vittore fu trasferito a Fossoli, dove prestò assistenza agli altri internati. Transitò poi a Bolzano e da Flossenbürg fu trasferito a Rabstein il 7 novembre 1944, unico italiano di 36 deportati. Nella lista del trasferimento è indicato come medico. Risulta poi rilasciato il 15 gennaio 1945 e destinato all’ufficio di collocamento al lavoro di Weiden. Rimpatriato il 27 aprile 1945, fu poi medico presso l’Ospedale Maggiore di Milano.
Il dottor Pierluigi Bernardi, nato a Dronero il 12 marzo 1902, era direttore dell’ospedale di Caraglio dove fu arrestato il 7 luglio 1944 e detenuto preso le carceri di Cuneo e Torino. Rimasto nel campo principale di Flossenburg, sopravvisse alla deportazione. Divenne poi sindaco di Cervasca dal 1951 al 1958, anno della sua morte.
Alfredo Paganini, nato a La Spezia il 14 agosto 1918, era stato arrestato perché attivo nella Resistenza. Questa è la testimonianza della sorella Bianca, sopravvissuta alla deportazione a Ravensbruck con un'altra sorella a differenza della madre che vi trovò la morte: “Mio fratello, il più grande, era ufficiale degli alpini e si trovava nella zona del Vipiteno e di Fortezza. L'8 settembre abbandonò il suo posto e si diresse verso casa. Ci raggiunse ai primi di ottobre e insieme ad altri cominciò immediatamente a organizzare i primi movimenti, i primi raduni dei partigiani. Ben presto a mio fratello Alberto si associò anche il secondo, Alfredo, che faceva il quinto anno di medicina e che organizzò, con le sue conoscenze di medicina, un piccolo ospedale su in montagna per accogliere i partigiani che durante i rastrellamenti venivano feriti. Quando cominciarono le prime avvisaglie, mamma cercò di avvisare i fratelli su in montagna di essere più prudenti. La mattina del primo di luglio mio fratello Alfredo scese in città insieme alla moglie di Vero del Carpio, che era allora il capo della formazione partigiana. Erano venuti in città per prendere delle medicine nelle farmacie. Quando arrivarono in piazza Garibaldi, vennero accerchiati da ufficiali della SS e dai fascisti, arrestati e portati nelle carceri di Villa Andreini.”
A Hersbruck, secondo la testimonianza di Italo Geloni, Paganini insegnava agli altri come poter reagire senza mezzi alle grandi febbri indicando loro le erbe che eventualmente potevano mangiare. “La grande debolezza e la grave miopia di Alfredo lo resero ancora più vulnerabile alle frequenti
battiture da parte del capo baracca, lo stesso assassino che durante una di queste gli aveva
schiacciato gli occhiali sotto il suo bel paio di scarpe”.
Alfredo Paganini morì a Hersbruck il 6 dicembre 1944.
L’altro studente di medicina era Augusto Cognasso, nato a il 23 gennaio 1925 a Torino. Di famiglia alto-borghese (il padre Francesco era insigne storico e accademico), durante la guerra era sfollato con essa a Varallo. Studente in medicina, dopo l'8 settembre operò nella Resistenza tra Torino, la Valsesia e la Lombardia. Il 31 luglio 1944 fu arrestato a Milano dalle SS nel corso di una retata: detenuto a San Vittore, fu trasferito al campo di transito di Bolzano con gli altri del trasporto del 17 agosto 1944. Alla fine di aprile del 1945, nell'ambito della evacuazione del campo di Hersbruck riacquistò la libertà ed incontrò le truppe americane. Tornato in Italia nel giugno, rese presto pubblica testimonianza della propria esperienza di deportato. Nel dopoguerra è stato geriatra e primario ospedaliero.

### Minorenni
I seguenti sono i 13 giovani che risultavano ancora minorenni al momento della immatricolazione a Flossenbürg: Antonio Scollo, Giovanni Giuseppe Pecchi, Paolo Carpi De Resmini, Mirco Camia, Angelo Bertani, Pietro Strada, Carlo Trezzi, Vincenzo Attimo, Serafino Bonardi, Massimo Carito, Giovanni Riccardi, Emilio Rovelli, Giuseppe Sormani.
In realtà Camia era nato il 9 marzo 1925 e Strada il 21 aprile 1926 e avevano quindi già compiuto i 18 anni.
Erano quasi tutti di Milano o di altri comuni lombardi non lontani.
Questa è la testimonianza di Antonio Scollo: "... avevo sedici anni, quando ho cominciato a frequentare i gruppi della Resistenza, “i ragazzi del Fronte Gioventù” che cominciava a essere fondata, da allora ho cominciato a fare l’attività clandestina, alla Bovisa, con i ragazzi della mia età, qualcuno anche più grande, sedici diciassette anni al massimo, e nel quartiere attaccavamo i manifesti contro il fascismo ... nonostante gli ordini contrari del comando, siamo saliti in montagna per aggregarci a una brigata partigiana ... che operava sia in Val Taleggio, con distaccamenti, sia in Valsassina ... ci hanno catturato in questo rastrellamento ... e ci hanno portati a Delebio, cioè a Ballabio ... lì hanno raccolto tutti quelli che c’erano sul Legnone i vari gruppi della resistenza partigiana e i civili che ci avevano aiutati ... alcuni li hanno lasciati andare e alcuni li hanno portati a San Vittore ... ci hanno portato lì al 3 luglio del ’44 e sono rimasto fino al 17 agosto del ’44 ... erano tutti quelli che avevano preso con me ... mi ricordo Bertani Angelo che adesso è sopravvissuto, è un ragazzo del ’26, poi c’era Beppe (Giuseppe Sormani), Massimo (Massimo Carito), altri che invece sono morti quando ci hanno portati a Flossenbürg".
Solo cinque di essi sopravvissero alla deportazione (Scollo, Camia, Bertani, Strada, Trezzi). Giovanni Giuseppe Pecchi morì nel sottocampo di Dresda il 24 marzo 1945. Paolo Carpi De Resmini (figlio del pittore Aldo Carpi, contemporaneamente deportato a Mauthausen, ma sopravvissuto) morì probabilmente a Kamenz anche se ciò non risulta nei documenti ufficiali. Giovanni Riccardi morì a Flossenbürg il 16 gennaio 1945. Vincenzo Attimo morì durante la marcia della morte. Degli altri (Bonardi, Carito, Rovelli e Sormani) non si hanno notizie precise nei documenti: probabilmente morirono anch’essi nelle marce della morte.

### Rastrellati del Lecchese
Nella primavera del 1944 alcune formazioni partigiane avevano condotto diverse operazioni nella zona del versante orientale del lago di Como. La reazione nazifascista si tradusse in un imponente rastrellamento operato tra il 24 giugno e il 7 luglio 1944 in Valsassina, Val Varrone, Monte Legnone e bassa Valtellina.
Furono catturati e poi deportati con il trasporto 81, dopo un passaggio nel carcere di San Vittore, 26 tra partigiani e soprattutto abitanti dei comuni di Premana, Pagnona, Casargo, Colico e Delebio accusati di avere fornito sostegno logistico ai partigiani. Soltanto 8 dei 26 sopravvissero alla deportazione.

### Scampati alla strage di Voze di Noli (Savona)
Il 6 luglio 1944 a Voze, frazione di Noli, fu arrestato il parroco don Carlo Carretta, accusato di ospitare i partigiani. Furono anche arrestati con l’accusa di essere appartenenti a formazioni partigiane e di essere renitenti alla leva: Alfonso Mellonio, Guglielmo Avena, Carlo Ardissone, Giuseppe Calcagno, Eugenio Maglio che furono fucilati il 14 luglio al muro settentrionale della fortezza del Priamar a Savona. Un altro arrestato, Angelo Ginepro, fu poi rilasciato insieme al parroco. Invece Giulio Avena, padre di Guglielmo, Giuseppe Baracco e Attilio Minetti furono deportati a Flossenbürg con il trasporto 81. Anche un altro degli arrestati, Giulio Ganduglia, fu deportato a Flossenbürg ma con il trasporto del 23 gennaio 1945. Morirono tutti a Flossenbürg o Hersbruck.

### Partigiani catturati nel Bolognese
Fecero parte del trasporto 81 alcuni partigiani del Bolognese. Alcuni passarono per il carcere di San Giovanni in Monte di Bologna e per il campo di transito di Fossoli.
Rodomonte Giulio Bortolotti, impiegato postale di Minerbio, Fioravante Grimaldi, meccanico e fattore agricolo di Bologna e Giuseppe Marani, muratore di Minerbio facevano parte della 4ª Brigata Garibaldi "Venturoli", operante nella zona di Minerbio; Franco Varini di Bologna faceva parte della 5ª Brigata Matteotti "Bonvicini" operante a Bologna; Armando Vignoli, operaio di fornace di Cento, della 63ª Brigata Garibaldi "Bolero".
Vignoli fu catturato dai tedeschi a Bologna il 16 maggio 1944. Varini fu catturato l'8 luglio 1944 dalle SS e condotto nella caserma-comando di via Santa Chiara di Bologna e quindi al campo di Fossoli il 12 luglio 1944. A Fossoli compì il suo diciottesimo compleanno il 5 agosto 1944 prima di essere trasferito a Bolzano.
Bortolotti e Marani furono catturati nel corso di un rastrellamento nella zona di Minerbio-Cà de Fabbri, nel giugno 1944. Detenuti in luogo ignoto, furono poi inviati al campo di transito di Fossoli. Qui conobbero Franco Varini che nelle sue memorie lascerà poi questo ricordo: "Mentre le partenze si susseguivano, io e altri fummo trattenuti nel campo di Fossoli. Della trentina di compagni che rimasero con me ricordo Odoardo Focherini, Marani e Bortolotti, questi ultimi due arrestati in un rastrellamento a Cà de fabbri e a Minerbio assieme a un gruppo di compaesani. Bortolotti mi colpì per la sua infermità: stava perdendo progressivamente la vista e la progressione, purtroppo, fu inarrestabile" (da:  Franco Varini, Un numero un uomo, Torino, EGA, 2008, ISBN 978-88-76706-66-0.).
Grimaldi lavorava come meccanico modellista alla ditta Calzoni ed era stato schedato nel Casellario Politico Centrale dal 1939 al 1943 come comunista. Non si hanno notizie precise sulla sua cattura, così come sulla cattura di Alfredo Gruppioni di Minerbio e Mario Lelli di Bologna, entrambi autisti.
Dei sette soltanto Varini è sopravvissuto alla deportazione. Bortolotti risulta deceduto a Bergen Belsen il 4 novembre 1944. Marani, Gruppioni e Grimaldi a Hersbruck, rispettivamente il 6 dicembre 1944, il 27 dicembre 1944 e il 20 gennaio 1945. Lelli risulta deceduto a Mauthausen il 3 marzo 1945 e Vignoli ad Altenhammer il 6 aprile 1945.

## Testimonianze dirette
- Giannantonio Agosti, Nei lager vinse la bontà, 3ª ed., Milano, Artemide, 1987, ISBN 88-7028-012-8.
- Vittore Bocchetta, Prima e dopo. Quadri 1918-1949, Albaredo d'Adige (Verona), Tamellini, 2012, ISBN 978-88-906905-1-8.
- Italo Geloni, Ho fatto solo il mio dovere..., Pontedera, Bandecchi e Vivaldi, 2002. http://www.deportati.it/static/upl/g/geloni.pdf
- Venanzio Gibillini, Warum gefangen? Ricordi della deportazione 1944-45, Milano, ANED, 2011. http://www.deportati.it/static/upl/gi/gibillini2.pdf
- Antonio Scollo, I campi della demenza, Milano, Vangelista, 1975.
- Franco Varini, Un numero un uomo, Torino, EGA, 2008, ISBN 978-88-76706-66-0.